# 2011-es WTCC brazil nagydíj
A 2011-es WTCC brazil nagydíj volt a 2011-es túraautó-világbajnokság első fordulója. 2011. március 20-án rendezték meg a Autódromo Internacional de Curitiba-n, Curitibában.

## Időmérő
| Poz                                                | Rajtszám | Versenyző           | Autó                 | 1. rész   | 2. rész  | Körök |
| -------------------------------------------------- | -------- | ------------------- | -------------------- | --------- | -------- | ----- |
| 1                                                  | 2        | Robert Huff         | Chevrolet Cruze 1.6T | 1:23.059  | 1:21.758 | 13    |
| 2                                                  | 1        | Yvan Muller         | Chevrolet Cruze 1.6T | 1:22.980  | 1:22.147 | 8     |
| 3                                                  | 6        | Carlos "Cacá" Bueno | Chevrolet Cruze 1.6T | 1:23.084  | 1:22.503 | 9     |
| 4                                                  | 17       | Michel Nykjaer      | SEAT León 2.0 TDI    | 1:23.180  | 1:22.632 | 13    |
| 5                                                  | 11       | Kristian Poulsen    | BMW 320 TC           | 1:22.925  | 1:22.678 | 7     |
| 6                                                  | 3        | Gabriele Tarquini   | SEAT León 2.0 TDI    | 1:23.095  | 1:22.842 | 6     |
| 7                                                  | 18       | Tiago Monteiro      | SEAT León 2.0 TDI    | 1:22.869  | 1:22.925 | 11    |
| 8                                                  | 15       | Tom Coronel         | BMW 320 TC           | 1:23.138  | 1:23.095 | 10    |
| 9                                                  | 7        | Fredy Barth         | SEAT León 2.0 TDI    | 1:23.172* | 1:23.338 | 14    |
| 10                                                 | 12       | Franz Engstler      | BMW 320 TC           | 1:23.008  | 1:36.098 | 12    |
| 11                                                 | 8        | Alain Menu          | Chevrolet Cruze 1.6T | 1:23.260  |          | 8     |
| 12                                                 | 30       | Robert Dahlgren     | Volvo C30            | 1:23.300  |          | 7     |
| 13                                                 | 74       | Pepe Oriola         | SEAT León 2.0 TDI    | 1:23.343  |          | 11    |
| 14                                                 | 25       | Mehdi Bennani       | BMW 320 TC           | 1:23.556  |          | 11    |
| 15                                                 | 9        | Darryl O'Young      | Chevrolet Lacetti    | 1:23.793* |          | 6     |
| 16                                                 | 65       | Marchy Lee          | BMW 320 TC           | 1:24.111  |          | 10    |
| 17                                                 | 20       | Javier Villa        | BMW 320 TC           | 1:24.268  |          | 11    |
| 18                                                 | 4        | Aleksei Dudukalo    | SEAT León 2.0 TDI    | 1:24.781  |          | 9     |
| 19                                                 | 10       | Yukinori Taniguchi  | Chevrolet Lacetti    | 1:25.069  |          | 11    |
| Nem érték el a kvalifikációs időlimitet (1:28.669) |          |                     |                      |           |          |       |
|                                                    | 21       | Fabio Fabiani       | BMW 320si            | 1:29.666  |          | 10    |

- Fredy Barth-nak és Darryl O'Young-nak az időmérő első részében futott idejüket törölték

## Első futam
| Helyezés | Rajtszám |   | Versenyző           | Autó                 | Futott kör | Idő/ Kiesés oka | Rajthely | Pont |
| -------- | -------- | - | ------------------- | -------------------- | ---------- | --------------- | -------- | ---- |
| 1        | 2        |   | Robert Huff         | Chevrolet Cruze 1.6T | 14         | 19:29.481       | 1        | 25   |
| 2        | 1        |   | Yvan Muller         | Chevrolet Cruze 1.6T | 14         | +0.873          | 2        | 18   |
| 3        | 6        |   | Carlos "Cacá" Bueno | Chevrolet Cruze 1.6T | 14         | +3.924          | 3        | 15   |
| 4        | 15       |   | Tom Coronel         | BMW 320 TC           | 14         | +12.714         | 8        | 12   |
| 5        | 11       | Y | Kristian Poulsen    | BMW 320 TC           | 14         | +13.004         | 5        | 10   |
| 6        | 8        |   | Alain Menu          | Chevrolet Cruze 1.6T | 14         | +13.402         | 10       | 8    |
| 7        | 3        |   | Gabriele Tarquini   | SEAT León 2.0 TDI    | 14         | +14.214         | 6        | 6    |
| 8        | 17       | Y | Michel Nykjaer      | SEAT León 2.0 TDI    | 14         | +14.716         | 4        | 4    |
| 9        | 12       | Y | Franz Engstler      | BMW 320 TC           | 14         | +19.100         | 9        | 2    |
| 10       | 25       | Y | Mehdi Bennani       | BMW 320 TC           | 14         | +19.591         | 13       | 1    |
| 11       | 18       |   | Tiago Monteiro      | SEAT León 2.0 TDI    | 14         | +20.001         | 7        | 0    |
| 12       | 30       |   | Robert Dahlgren     | Volvo C30            | 14         | +20.343         | 11       | 0    |
| 13       | 74       | Y | Pepe Oriola         | SEAT León 2.0 TDI    | 14         | +25.098         | 12       | 0    |
| 14       | 20       | Y | Javier Villa        | BMW 320 TC           | 14         | +25.527         | 15       | 0    |
| 15       | 7        | Y | Fredy Barth         | SEAT León 2.0 TDI    | 14         | +28.285         | 20       | 0    |
| 16       | 65       | Y | Marchy Lee          | BMW 320 TC           | 14         | +41.400         | 14       | 0    |
| 17       | 4        | Y | Aleksei Dudukalo    | SEAT León 2.0 TDI    | 14         | +41.820         | 16       | 0    |
| 18       | 10       | Y | Yukinori Taniguchi  | Chevrolet Lacetti    | 14         | +45.265         | 17       | 0    |
| 19       | 21       | Y | Fabio Fabiani       | BMW 320si            | 13         | +1 kör          | 18       | 0    |
| Kie.     | 9        | Y | Darryl O'Young      | Chevrolet Lacetti    | 4          | Baleset         | 19       | 0    |

- Y – Yokohama bajnokság

## Második futam
| Helyezés | Rajtszám |   | Versenyző           | Autó                 | Futott kör | Idő/ Kiesés oka | Rajthely | Pont |
| -------- | -------- | - | ------------------- | -------------------- | ---------- | --------------- | -------- | ---- |
| 1        | 8        |   | Alain Menu          | Chevrolet Cruze 1.6T | 14         | 19:38.428       | 1        | 25   |
| 2        | 15       |   | Tom Coronel         | BMW 320 TC           | 14         | +0.265          | 3        | 18   |
| 3        | 1        |   | Yvan Muller         | Chevrolet Cruze 1.6T | 14         | +0.917          | 8        | 15   |
| 4        | 2        |   | Robert Huff         | Chevrolet Cruze 1.6T | 14         | +1.321          | 6        | 12   |
| 5        | 6        |   | Carlos "Cacá" Bueno | Chevrolet Cruze 1.6T | 14         | +2.409          | 5        | 10   |
| 6        | 3        |   | Gabriele Tarquini   | SEAT León 2.0 TDI    | 14         | +4.512          | 4        | 8    |
| 7        | 18       |   | Tiago Monteiro      | SEAT León 2.0 TDI    | 14         | +7.810          | 10       | 6    |
| 8        | 20       | Y | Javier Villa        | BMW 320 TC           | 14         | +16.894         | 15       | 4    |
| 9        | 12       | Y | Franz Engstler      | BMW 320 TC           | 14         | +17.571         | 7        | 2    |
| 10       | 74       | Y | Pepe Oriola         | SEAT León 2.0 TDI    | 14         | +20.361         | 12       | 1    |
| 11       | 9        | Y | Darryl O'Young      | Chevrolet Lacetti    | 14         | +27.978         | 20       | 0    |
| 12       | 4        | Y | Aleksei Dudukalo    | SEAT León 2.0 TDI    | 14         | +31.428         | 16       | 0    |
| 13       | 30       |   | Robert Dahlgren     | Volvo C30            | 14         | +35.296         | 11       | 0    |
| 14       | 11       | Y | Kristian Poulsen    | BMW 320TC            | 14         | +35.770         | 9        | 0    |
| 15       | 10       | Y | Yukinori Taniguchi  | Chevrolet Lacetti    | 14         | +36.203         | 17       | 0    |
| 16       | 65       | Y | Marchy Lee          | BMW 320 TC           | 14         | +39.845         | 14       | 0    |
| Kie.     | 7        | Y | Fredy Barth         | SEAT León 2.0 TDI    | 7          | Baleset         | 19       | 0    |
| Kie.     | 21       | Y | Fabio Fabiani       | BMW 320si            | 7          |                 | 18       | 0    |
| Kie.     | 17       | Y | Michel Nykjaer      | SEAT León 2.0 TDI    | 5          | Baleset         | 2        | 0    |
| Kie.     | 25       | Y | Mehdi Bennani       | BMW 320 TC           | 0          | Motorhiba       | 13       | 0    |

- Y – Yokohama bajnokság